# ایتوساینگو
ایتوساینگو (به اسپانیایی: Ituzaingó) شهری در کشور آرژانتین، استان بوئنوس آیرس است که در سال ۲۰۰۹ میلادی، حدود ۱۰۴٬۷۱۲ نفر جمعیت داشته است.